# Uponor
Uponor – międzynarodowe przedsiębiorstwo z siedzibą w Finlandii, które dostarcza rozwiązania dla instalacji wodociągowych i grzejnikowych, ogrzewania/chłodzenia płaszczyznowego oraz sieci preizolowanych.
Uponor działa w ponad 30 krajach. Posiada 10 zakładów produkcyjnych zlokalizowanych w pięciu krajach: w Finlandii, Szwecji, Niemczech i Stanach Zjednoczonych. Zatrudnia ok. 4000 pracowników.
Uponor Corporation jest spółką notowaną od 6 czerwca 1988 roku na Helsińskiej Giełdzie Papierów Wartościowych, a jej akcje posiadają symbol UPONOR.

## Historia
Historia firmy Uponor sięga 1918 roku, kiedy to Aukusti Asko-Avonius otworzył zakład stolarski w Lahti, sto kilometrów na północ od Helsinek w Finlandii. Zakład szybko stał się największym dostawcą mebli w krajach skandynawskich. W 1938 roku firma zaczęła produkować metalowe sprężyny do łóżek, które cieszyły się w tamtych czasach popularnością wśród Finów. W ten sposób powstała Upo Oy, spółka siostra Asko, która stała się największym producentem sprzętu gospodarstwa domowego oraz rur stalowych w Finlandii.
W 1965 roku spółka Upo uruchomiła fabrykę tworzyw sztucznych i wyprodukowała pierwsze rury wykonane z tworzyw sztucznych. W 1982 roku Asko otworzyło filię o nazwie Oy Uponor AB, której głównym przedmiotem działalności była produkcja rur. Do 1990 roku firma ta zdobyła czołową pozycję na rynku jako producent rur z tworzyw sztucznych w krajach skandynawskich.
W dniu 31 grudnia 1999 roku doszło do połączenia firm Asko i Uponor, w wyniku czego powstała firma Uponor Corporation. W ciągu ostatnich dwóch dekad stała się ona wiodącym międzynarodowym dostawcą rur z tworzyw sztucznych.

### Członkostwo w organizacjach branżowych
- ENCORD – Europejska Sieć Firm Budowlanych dla Badań i Rozwoju[4]
- TEPPFA – Europejskie Stowarzyszenie Producentów Rur i Kształtek z Tworzy Sztucznych[5]
- Nordic Built – nordycka inicjatywa, której celem jest przyspieszenie rozwoju zrównoważonych rozwiązań budowlanych[6]